# Відкритий чемпіонат Франції з тенісу 2019
Відкритий чемпіонат Франції з тенісу 2019 — тенісний турнір, що проходив на відкритих ґрунтових кортах Стад Ролан Гаррос у Парижі з 26 травня по 9 червня 2019 року. Це був 123-й Відкритий чемпіонат Франції, другий турнір Великого шолома в календарному році.
Турнір включав змагання в одиничному та парному розряді серед чоловіків та жінок, а також змагання у змішаному розряді. Юніори розіграли першості в одиничному та парному розряді серед хлопців та дівчат. Було проведено також одичночні та парні змагання на візках для тенісистів з обмеженими можливостями. Парні змагання серед легенд тенісу у чоловіків  проходили у двох категоріях — до 45 років та понад 45 років. Парні змагання серед легенд у жінок відбулися в єдиній категорії.
Свої титули в одиночних розрядах захищали Рафаель Надаль серед чоловіків та Симона Халеп у жінок. У жінок одразу 5 тенісисток мали теоретичні шанси за підсумками турніру посісти перше місце в світовому рейтингу.

## Турнір
Турнір проходитиме під егідою Міжнародної федерації тенісу і буде складовою частиною ATP та WTA турів сезону 2018. Матчі гратимуться на 22 кортах, серед яких 3 шоу-корти: корт Філіппа Шартріє, корт Сюзан Ланглен та корт Сюзан Матьє.

## Огляд подій та результатів
Рафаель Надаль виграв Ролан-Гаррос удванадцяте і довів зазальну кількість перемог в турнірах Великого шолома до 18-ти.
Переможниця одиночного турніру серед жінок, австралійка Ешлі Барті, виграла свій перший одиночний  мейджор і другий загалом, враховуючи парну перемогу.
У парному розряді серед човіків перемогу здобула німецька пара Кевін Кравіц / Андреас Міс. Для обох це перший грендслем.
У парному розряді серед жінок перемогли Тімеа Бабош та  Крістіна Младенович. Для Бабош це перша звитяга на кортах Ролан-Гарросу і другий парний титул Великого шолома. Для Младенович це друга звитяга на кортах Ролан-Гарросу і третій парний титул Великого шолома.
У змішаному парному розряді удруге поспіль перемогли Латіша Чжань та Іван Додіг. Для обох це третій парний титул Великого шолома.

## Результати фінальних матчів

### Дорослі
| Одиночний розряд. Чоловіки Детальніше |                               |                    |
| Рафаель Надаль                        | Домінік Тім                   | 6-3, 5-7, 6-1, 6-1 |
|                                       |                               |                    |
| Одиночний розряд. Жінки Детальніше    |                               |                    |
| Ешлі Барті                            | Маркета Вондроушова           | 6-1, 6-3           |
|                                       |                               |                    |
| Парний розряд. Чоловіки Детальніше    |                               |                    |
| Кевін Кравіц Андреас Міс              | Жеремі Шарді Фабріс Мартен    | 6-2, 7-6(7-3)      |
|                                       |                               |                    |
| Парний розряд. Жінки Детальніше       |                               |                    |
| Тімеа Бабош Крістіна Младенович       | Дуань Інін Чжен Сайсай        | 6-2, 6-3           |
|                                       |                               |                    |
| Мікст Детальніше                      |                               |                    |
| Латіша Чжань Іван Додіг               | Габріела Дабровскі Мате Павич | 6-1, 7-6(7-5)      |
|                                       |                               |                    |

### Юніори
| Одиночний розряд. Хлопці                           |                                       |                    |
| Гольґер Вітус Недсков Руне                         | Тобі Алекс Кодат                      | 6–3, 6–7(5–7), 6–0 |
|                                                    |                                       |                    |
| Одиночний розряд. Дівчата                          |                                       |                    |
| Лейла Анні Фернандес                               | Емма Наварро                          | 6-3, 6-2           |
|                                                    |                                       |                    |
| Парний розряд. Хлопці                              |                                       |                    |
| Матеус Пучинеллі де Альмейда Тьяго Агустін Тіранте | Флавіо Коболлі Домінік Стефан Штрікер | 7–6(7–3), 6–4      |
|                                                    |                                       |                    |
| Парний розряд. Дівчата                             |                                       |                    |
| Клое Бек Емма Наварро                              | Аліна Чараєва Анастасія Тихонова      | 6–1, 6–2           |
|                                                    |                                       |                    |